# Anders Bolinder
Anders Bolinder (* 18. Mai 1924 in Stockholm; † 14. August 1987 in Ronco sopra Ascona) war ein schwedisch-schweizerischer Bergsteiger und Alpin-Chronist.

## Leben
Anders Bolinder wuchs in Stockholm auf. Er begann früh mit dem Bergsteigen in Skandinavien und den Alpen. Von 1943 bis 1947 studierte er an der königlich-technischen Akademie (Stockholm). 
Erste Expeditionen führten ihn nach Peru (1952) und nach Spitzbergen (1953). Später konzentrierte er sich vor allem auf die Erkundung der Anden, dabei gelangen auch wichtige Erstbesteigungen, unter anderem mit seiner Frau, der Schweizer Bergsteigerin Verena Bolinder-Müller. 
Bolinder lebte seit den 1950er Jahren in der Schweiz und arbeitete dort gemeinsam mit Günter Oskar Dyhrenfurth (1886–1975) an der Erstellung von Berglisten und Besteigungschroniken vor allem für Himalaya und Karakorum. Bolinders Publikationen erschienen in Die Alpen, Berge der Welt, Alpinismus und anderen Fachjournalen und Büchern.
Ende der 1970er Jahre galt Bolinder als international wichtigster Chronist des Himalaya-Bergsteigens und kooperierte eng mit Elizabeth Hawley, Xavier Eguskitza und H. Adams Carter (American Alpine Journal). 
Ab dem Jahr 1982 arbeitete er auch mit dem deutschen Bergchronisten Eberhard Jurgalski (* 1952) zusammen, der seit Bolinders Tod 1987 wichtige Teile von dessen Arbeiten fortführt.   
Bolinder war Ehrenmitglied des englischen Himalayan Club und dessen Sekretär für die Schweiz und die anderen Alpenländer.

## Alpinistische Leistungen (Auszug)
- Solo-Durchquerung 1950 der arktischen Lyngen-Halbinsel (Norwegen)
- Österreichisch-Schwedische Spitzbergen-Expedition 1953, dabei gelang unter anderem die Erstbesteigung der Craggy Ridge (1010 m)
- Erstbesteigung 1952 Cerro Aguas Calientes, 5517 m (Anden)
- Erstbesteigung 1952 Cerro Lagunas Negros, 5750 m (Anden)
- Erstbesteigung Februar 1956 Cerro El Fraile 6061 m (Anden)
- Erstbesteigungen in der Puna de Atacama 1956 und 1965[2]